# مسابقات جهانی ترامپولین ۱۹۷۴
مسابقات جهانی ترامپولین ۱۹۷۴ هشتمین دوره مسابقات جهانی ترامپولین است که در ژوهانسبورگ، آفریقای جنوبی در ۲۳ مارس ۱۹۷۴ میلادی برگزار شده است.

## جدول مدال‌ها
| رتبه | کشور                | طلا | نقره | برنز | مجموع |
| ۱    | ایالات متحده آمریکا | ۲   | ۳    | ۰    | ۵     |
| ۲    | آلمان غربی          | ۱   | ۱    | ۰    | ۲     |
| ۲    | فرانسه              | ۱   | ۰    | ۰    | ۱     |
| ۴    | آفریقای جنوبی       | ۰   | ۰    | ۳    | ۳     |
| ۵    | استرالیا            | ۰   | ۰    | ۱    | ۱     |